# Межгале
Межгале (латыш. Mežgale) — населённый пункт в Екабпилсском крае Латвии. Административный центр Лейманской волости. Расстояние до города Екабпилс составляет около 33 км. По данным на 2016 год, в населённом пункте проживало 89 человек. Есть волостная администрация, дом культуры, библиотека, почтовое отделение, магазин.

## История
В советское время населённый пункт входил в состав Лейманского сельсовета Екабпилсского района. В селе располагалась центральная усадьба колхоза «Межгале».